# Печар, Боян
Боян Печар (серб. Бојан Печар / Bojan Pečar, 22 марта 1960, Белград — 13 октября 1998, Лондон) — югославский и сербский рок-музыкант, известный по своим выступлениям в качестве бас-гитариста группы «Екатарина Велика».

## Биография
Окончил 5-ю белградскую гимназию и музыкальную школу. Первая группа, в которой он играл, носила имя «БГ 5». Позднее он выступал в ВИА «Талас», с которым записал два альбома. С 1982 по 1990 годы играл в группе «Екатарина Велика», принимал участие в записи пяти альбомов. В 1990 году уехал в Великобританию, в Лондоне выступал в составе групп «Мишн» и «Lost Children» вместе с Душаном Койичем. В свободное время рисовал картины. Скончался в Лондоне 13 октября 1998 от сердечного приступа.

## Дискография

### ВИА Талас
- Artistička radna akcija (1981)
- Perfektan dan za banana ribe (1983)

### Екатарина Велика
- Katarina II (1984)
- Ekatarina Velika (1985)
- S vetrom uz lice (1986)
- Ljubav (1987)
- Samo par godina za nas (1989)